# Heinz Cornel
Heinz Cornel (Francoforte sul Meno, 1953) è un criminologo tedesco.

## Biografia
Cornel ha studiato dal 1972 al 1976 legge, pedagogia e scienze sociali all'Università Goethe di Francoforte di Francoforte sul Meno. Nel 1980 ha conseguito il dottorato con una tesi intitolata Il dipartimento di correzione giovanile e dello stesso anno è il suo primo esame di legge. Dal 1981-1985 ha lavorato come assistente di ricerca presso l'Istituto di Socio-terapia psicoanalitica e sociologia criminale a Francoforte. Cornel ha insegnato dal 1984 - 1988 nei dipartimenti di diritto presso l'Università di Francoforte, nel campo del lavoro sociale della Università di Scienze Applicate di Francoforte e dell'Università di Scienze Applicate di Darmstadt. Poi nel 1988 ha vinto il concorso al Alice Salomon Hochschule di Berlino per la cattedra di Diritto Minorile, Diritto Penale e criminologia.

## Opere
- Geschichte des Jugendstrafvollzugs, Weinheim und Basel 1984
- Handbuch der Resozialisierung, Baden-Baden 2009 (1995)
- Entwicklung der Kriminalität und ihrer Kontrolle, Berlin 1998
- Schwere Gewaltkriminalität durch junge Täter in Brandenburg, Potsdam und Berlin 1999
- con Werner Nickolai (Editore), What Works? - Neue Ansätze der Straffälligenhilfe auf dem Prüfstand, Freiburg 2004